# Здание главного почтамта (Иваново)
Ивановский главный почтамт — главное почтовое отделение города Иваново. Расположено на пересечении проспекта Ленина и улицы Почтовой по адресу проспект Ленина, дом 17. Здание строилось с 1929 по 1931 годы и претерпело значительную перестройку в 1957 году.
Почтовое отделение было впервые закрыто на реконструкцию 19 января 2015 года. 29 февраля 2016 года состоялось открытие Ивановского почтамта после реконструкции.

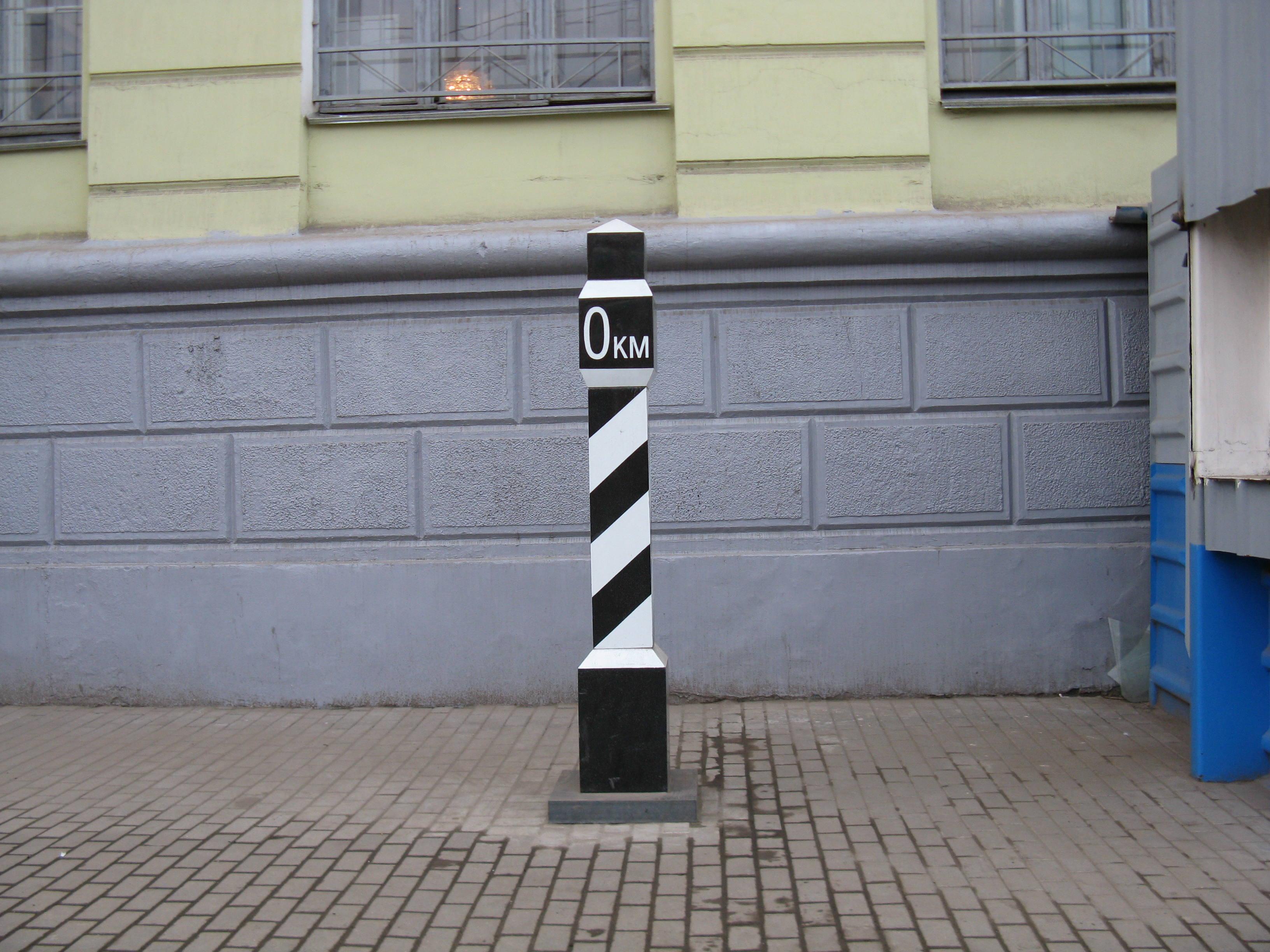
Иваново. Нулевой километр

## Описание
Почтамт расположен на природной возвышенности на правом берегу р. Уводь, поэтому на момент постройки являлся важной городской доминантой. Трехэтажное, близкое к Г-образному в плане здание было построено в 1931 году по проекту Г. С. Гуревич-Гурьева в стиле конструктивизм. В Иванове сохранилась ещё одна постройка московского архитектора — здание Промышленного банка 1927 года. При строительстве использовались характерные для архитекторов-конструктивистов материалы: кирпич и железобетон.
В 1957 году по проекту архитектора Александра Бодягина был переоформлен фасад главпочтамта в духе сталинской архитектуры с элементами неоклассицизма. Была перестроена башня по оси фасада со стороны проспекта Ленина: в верхней части были заложены вертикальные ленточные окна, появились новые башенные часы, карниз и балюстрада с обелисками-шпилями. Также были убраны угловые окна, сбиты балконы, примыкавшие к башне. Кирпичные стены оштукатурили и разделали под руст.
От первоначального проекта остались только крупные, ритмично расставленные окна и двускатная крыша с треугольными фонариками чердачного освещения.
Справа от центрального входа в здание установлен «верстовой столб», отмечающий нулевой километр.